# Les Mathes
 Les Mathes  es una población y comuna francesa, situada en la región de Nueva Aquitania, departamento de Charente Marítimo, en el distrito de Rochefort y cantón de La Tremblade.
Su población municipal en 2009 era de 1 719 habitantes.

## Geografía
Les Mathes es una ciudad que cuenta con 1.719 habitantes.
Se encuentra ubicado en el estuario de la Gironda.

## Demografía
| 806 | 836 | 898 | 1005 | 1205 | 1452 |
| Para los censos de 1962 a 1999 la población legal corresponde a la población sin duplicidades (Fuente: INSEE [Consultar]) |     |     |      |      |      |

## La Palmyre
La Palmyre es un Barrio de Les Mathes y una localidad costera turística de Charente Marítimo.

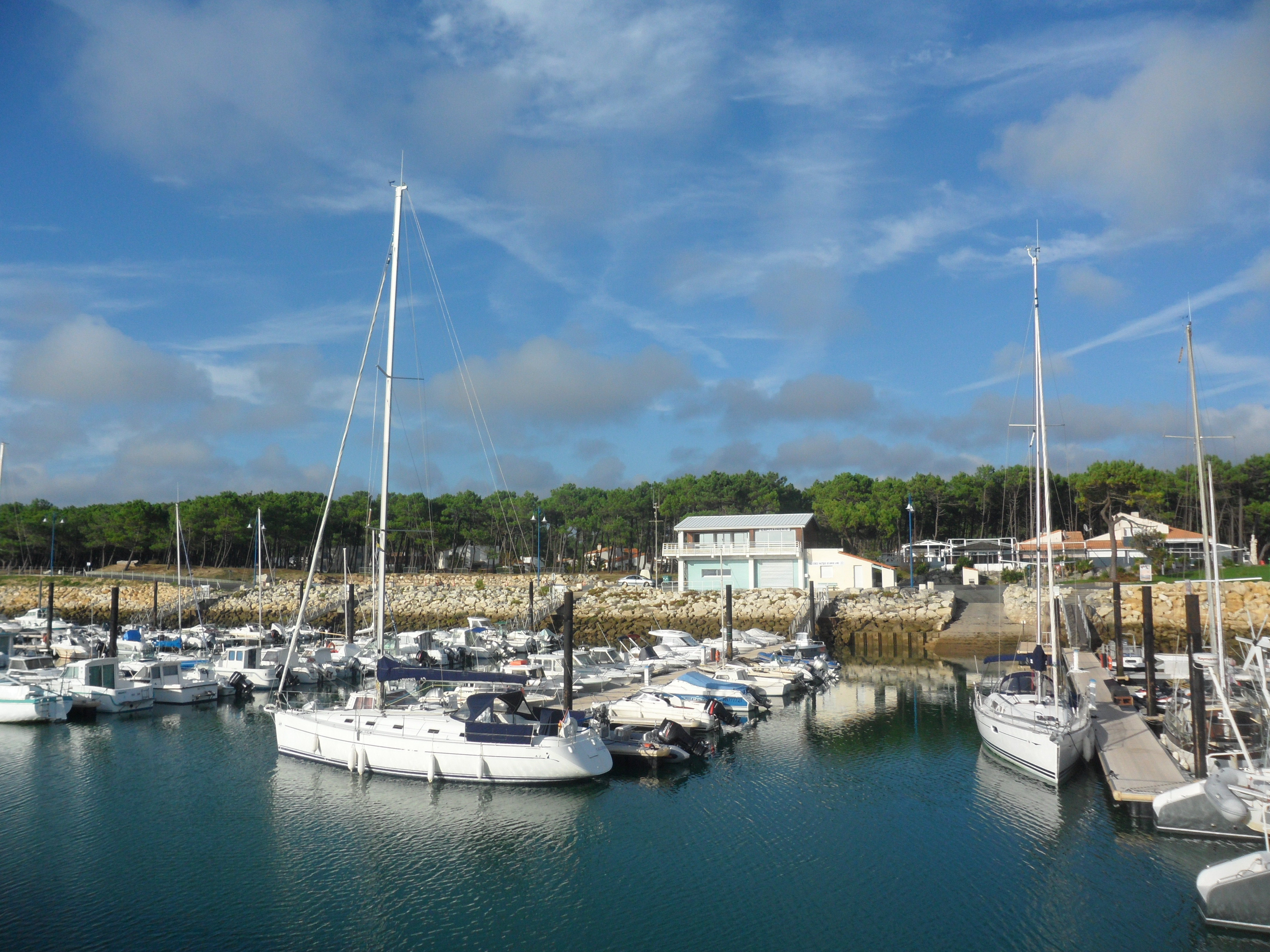
El puerto de La Palmyre
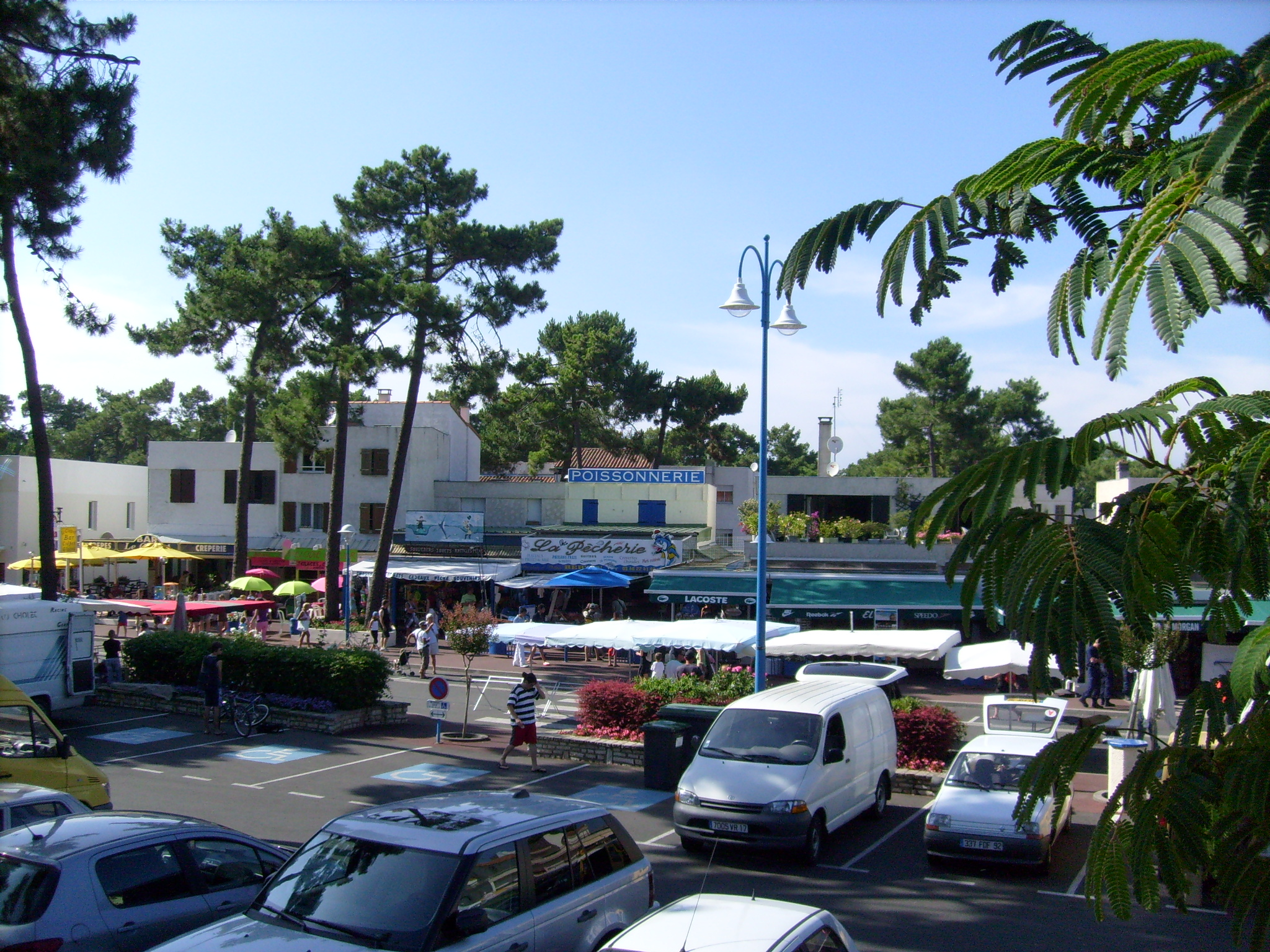
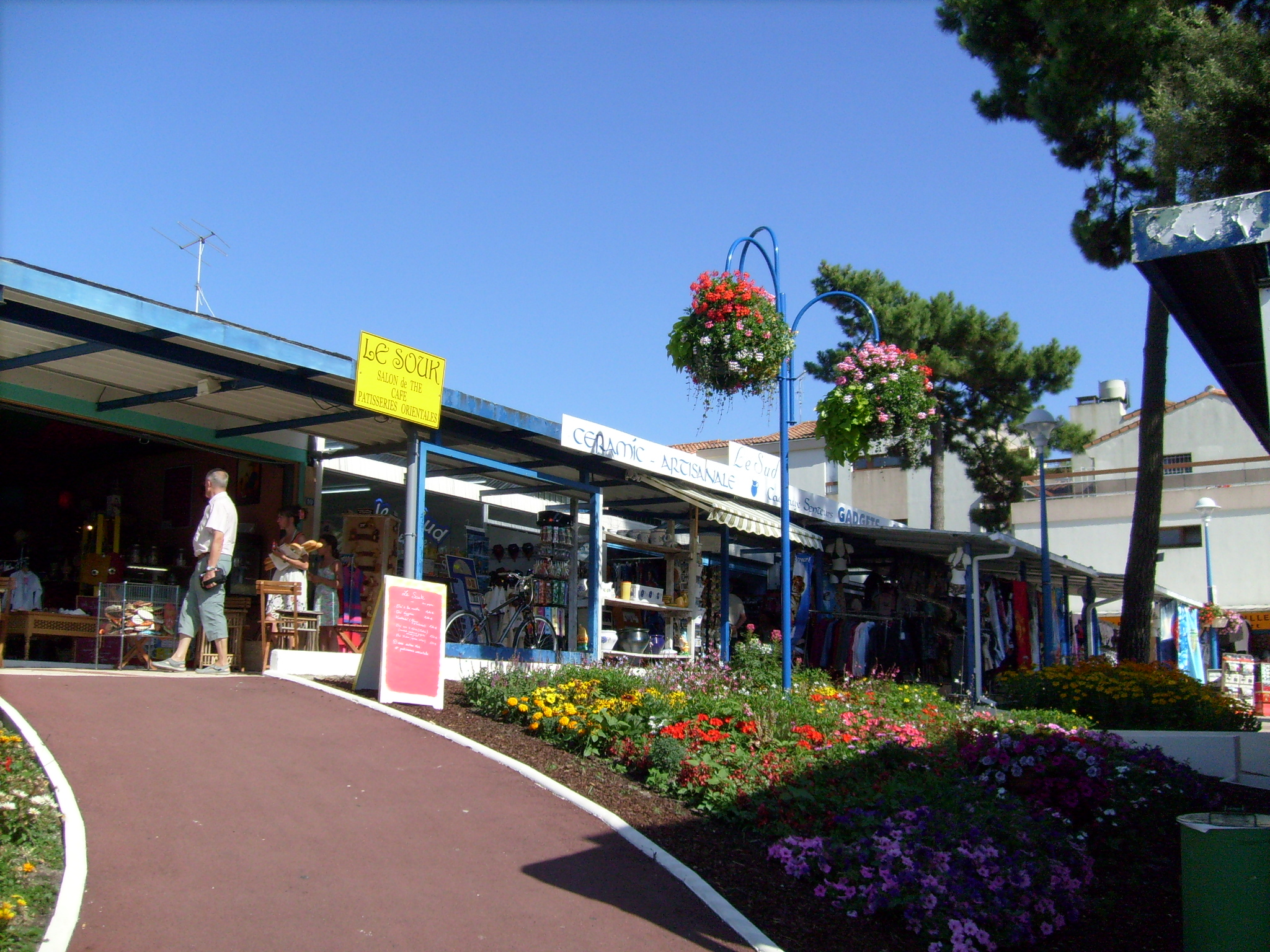
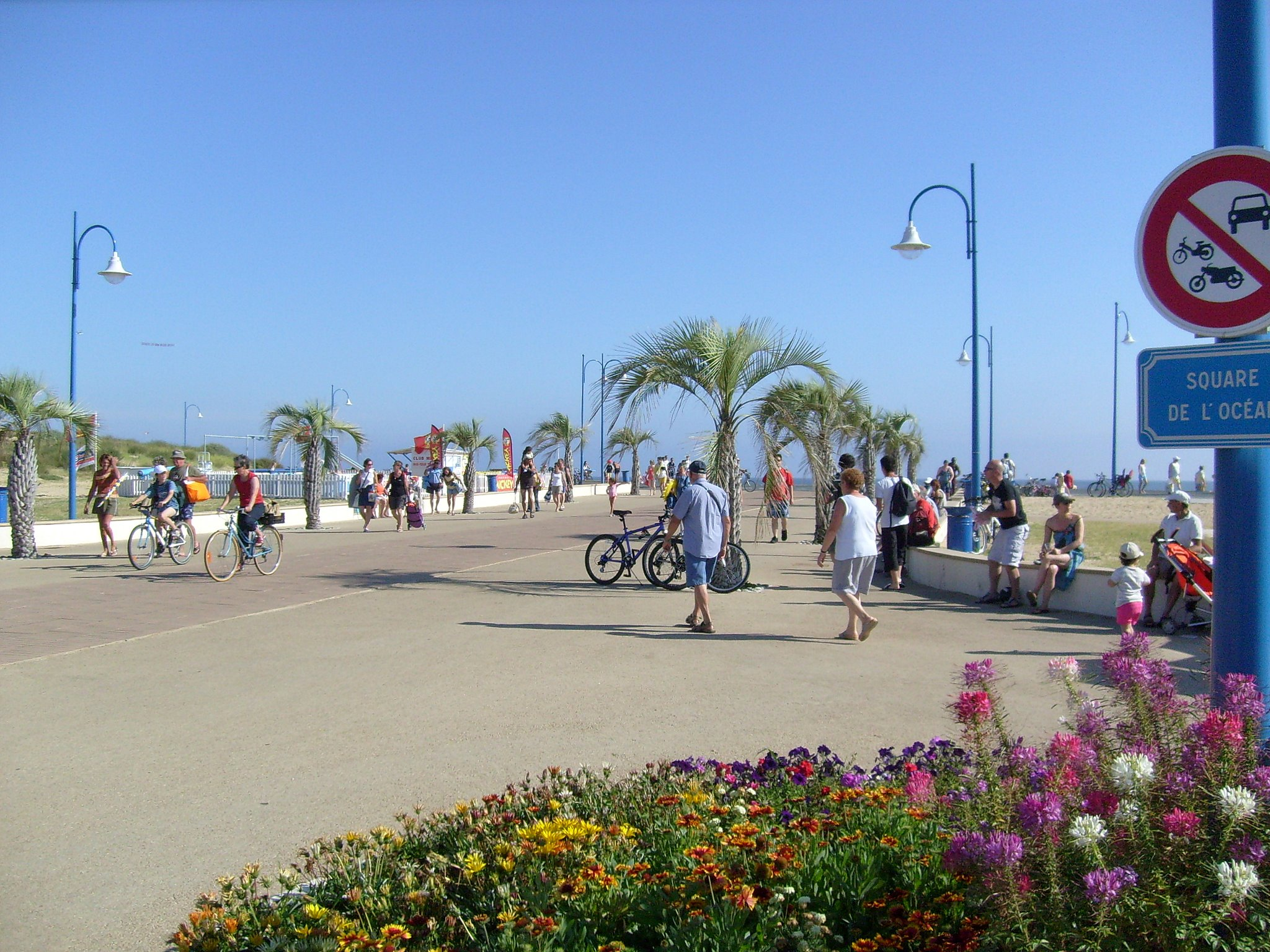

## Monumentos

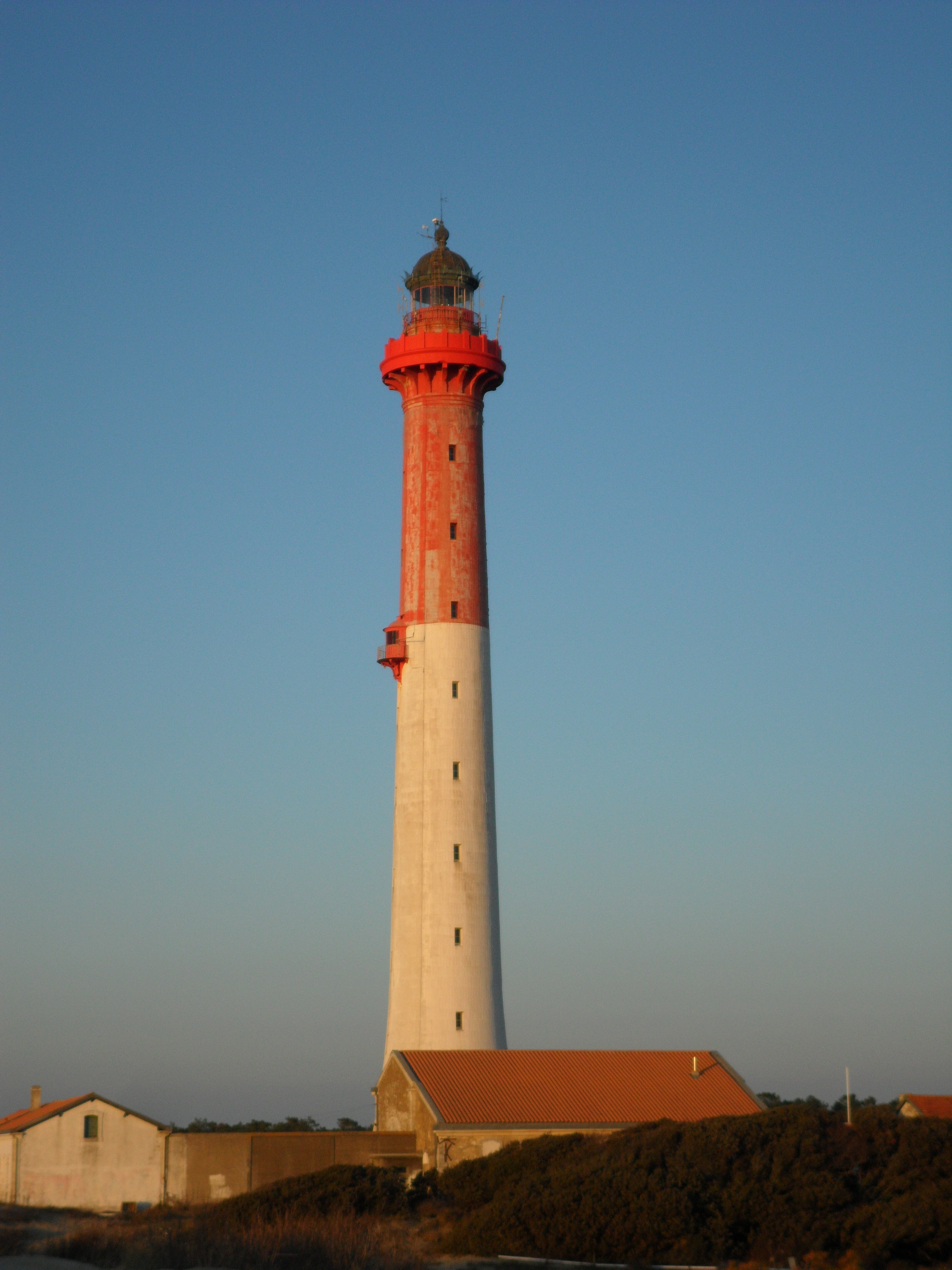
Faro de la Coubre

- La Iglesia Santa Julita y san Quirico
- El Faro de la Coubre
- El Zoológico de la Palmyre

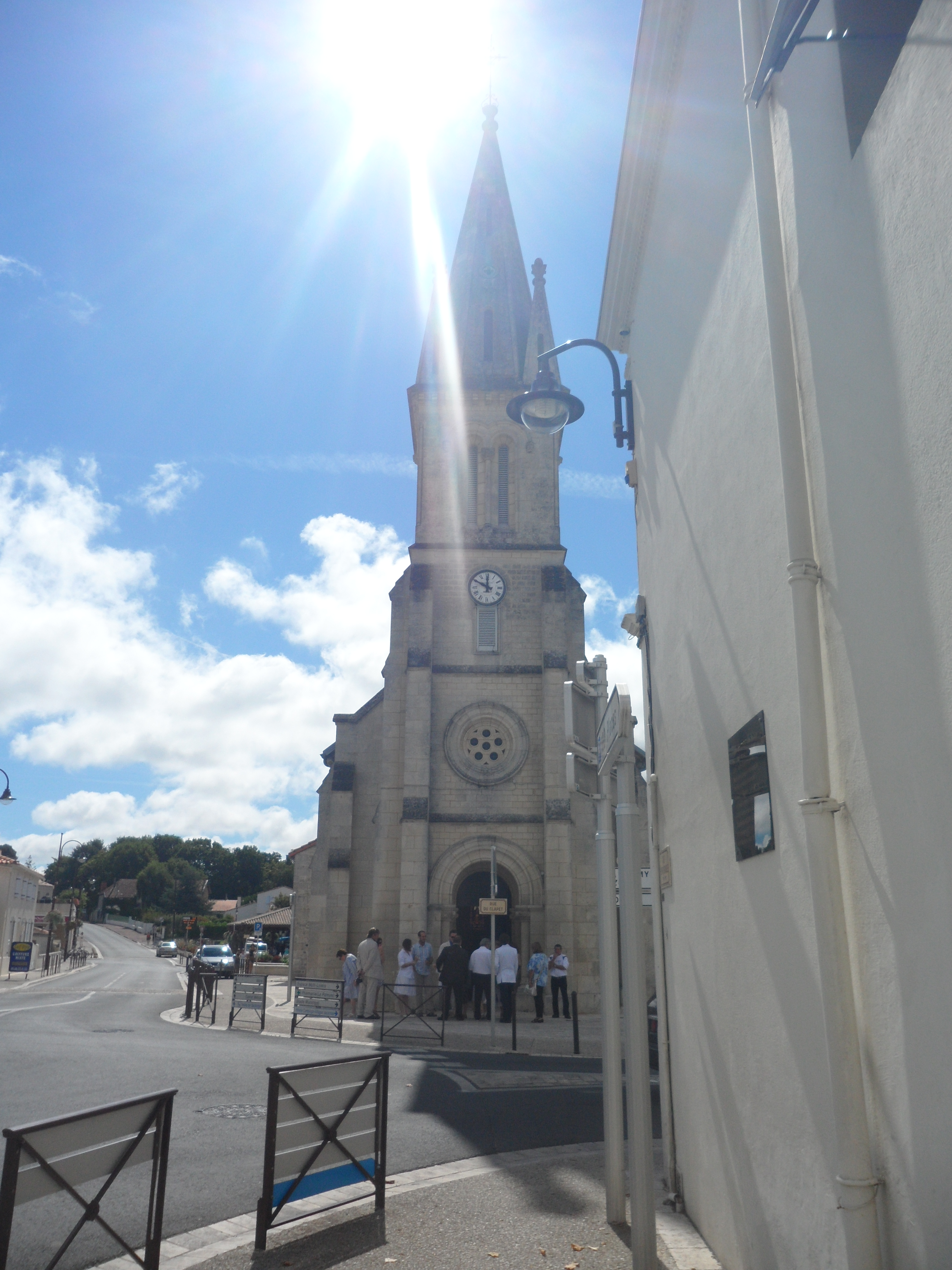
La Iglesia
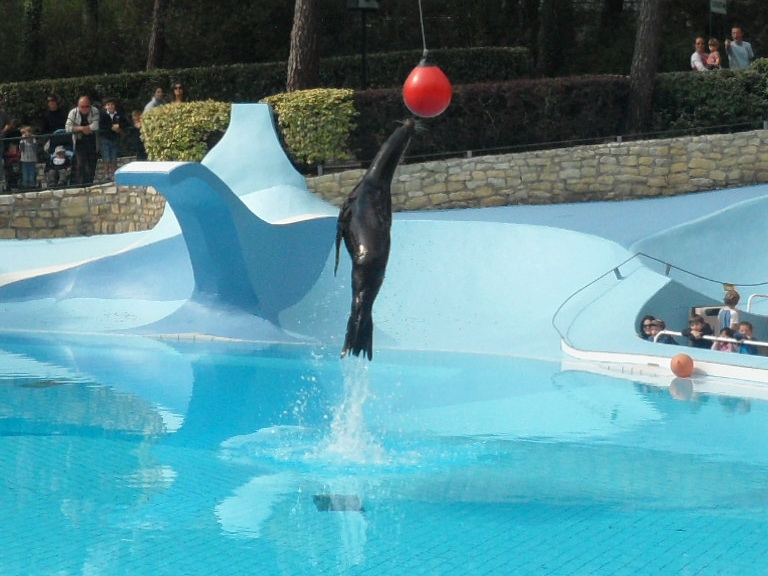
El Zoológico de la Palmyre